# Capsule (België)
Capsule is een Belgische band die een mix brengt van jazz, popmuziek en blues. In Japan is er een band die eveneens Capsule heet.

## Biografie
In 2007 bracht de band het debuutalbum Haunted House uit. Met het theaterstuk Hard-boiled, een samenwerking met theatergezelschap Abattoir Fermé tourde Capsule in 2009 langs de Vlaamse en Nederlandse culturele centra en theaterzalen. De muziek bij het stuk verscheen op de tweede CD Argo Navis.
In 2011 speelde de band op het Lowlands festival. Een jaar later maakte de band muziek bij de voorstelling Apocalypso en in 2015 bracht de band samen met Abbatoir Fermé een elpee uit, Alice.
Roos Janssens en Saar Van de Leest speelden ook bij Traktor.

## Discografie
- Haunted House (2007)
- Argo Navis (2009)
- Redux EP (2010)
- Discomfort (Single - 2012)
- Chronisch (2013)